# White Hall (Illinois)
White Hall es una ciudad ubicada en el condado de Greene en el estado estadounidense de Illinois. En el Censo de 2010 tenía una población de 2520 habitantes y una densidad poblacional de 969,23 personas por km².

## Geografía
White Hall se encuentra ubicada en las coordenadas 39°26′22″N 90°23′57″O / 39.43944, -90.39917. Según la Oficina del Censo de los Estados Unidos, White Hall tiene una superficie total de 2.6 km², de la cual 2.6 km² corresponden a tierra firme y (0%) 0 km² es agua.

## Demografía
Según el censo de 2010, había 2520 personas residiendo en White Hall. La densidad de población era de 969,23 hab./km². De los 2520 habitantes, White Hall estaba compuesto por el 98.6% blancos, el 0% eran afroamericanos, el 0.3% eran amerindios, el 0.1% eran asiáticos, el 0% eran isleños del Pacífico, el 0% eran de otras razas y el 11% pertenecían a dos o más razas. Del total de la población el 0.5% eran hispanos o latinos de cualquier raza.